# Birds on a Wire
Birds on a Wire est un duo musical formé en 2012 par la chanteuse et violoncelliste brésilienne Dom La Nena et la chanteuse franco-américaine Rosemary Standley.

## Biographie
Le duo, formé en 2012, tire son nom de la chanson Bird on the Wire de Leonard Cohen.
Un premier album, Birds on a Wire, sort en 2014 et rencontre un grand succès avec plus de 25 000 exemplaires vendus.
Après la sortie de leur deuxième album, Ramages, en février 2020, le duo entame une tournée à travers la France, interrompue par la pandémie de Covid-19. La tournée reprend en 2021 et se poursuit en 2022.

## Style musical
Le duo interprète de grands titres venus du monde entier en anglais, espagnol, portugais, italien, français et arabe. Leur répertoire musical se caractérise par son éclectisme : « à mi-chemin entre chant lyrique, bossa-nova, country folk et musique baroque, c'est la même quête de pureté, d'harmonie, de sensualité délicate, de grâce » écrit L'Obs. 
Dans leur premier album, on trouve aussi bien des morceaux de Leonard Cohen (Blessed Is The Memory), Tom Waits (All the World Is Green), John Lennon (Oh My Love) ou Wayne Standley (The Man Who Looks Like Me), le père de Rosemary, que des chansons sud-américaines (Duerme Negrito de Atahualpa Yupanqui, Arriba Quemando El Sol de Violetta Parra), des airs libanais (Ya Laure Hobouki des Rahbani Brothers (en)), réunionnais (Sega Jacquot de Luc Donat) mais aussi du répertoire baroque (Ô Solitude d'Henry Purcell). 
Cette grande diversité musicale se retrouve également dans leur deuxième album Ramages dans lequel elles reprennent des morceaux tels que Wish You Were Here de Pink Floyd, Sur la place de Jacques Brel ou encore La Marelle (chanson popularisée par la reprise de Nazaré Pereira en 1980).
Un passage remarqué à l'Olympia le 30 septembre 2021 (voir article Concertmag dans liens externes)

## Membres
- Dom La Nena : violoncelle et voix
- Rosemary Standley : voix